# ديفيد جي. كينيدي
ديفيد جي. كينيدي هو عضو مجموعة ضغط وصيدلي وسياسي أمريكي، ولد في 11 فبراير 1907 في ميلبريدج في الولايات المتحدة، وتوفي في 11 يوليو 1995 في إلسورث في الولايات المتحدة. نشط حزبياً في Maine Republican Party ‏ والحزب الجمهوري. وقد انتخب عضو مجلس نواب مين ‏.